# آندرین مورین
آندرین مورین (به انگلیسی: Andréanne Morin) (زادهٔ ۹ اوت ۱۹۸۱) قایقران روئینگ اهل کانادا است.